# 台灣居民來往大陸通行證
臺灣居民來往大陸通行證，俗稱臺胞證，是中华人民共和国出入境管理局根據《中国公民往来台湾地区管理办法》颁发給台灣居民來往中國大陸的通行证件，凭该证件可免签註直接入境中国大陆，在证件有效期内持证人可以在中国大陆不限目的停留。
台胞证除了可以作为旅行证件出入中国大陆，同时也是持证人在中国大陆的身份证件，凭该证可以在政府部门、银行、电信运营商等机构办理业务，也可以用于火车、飞机等需要实名乘坐的境内交通工具，同样作为身份证件的台湾居民居住證虽然也可以实现上述功能，但该证并非通行证件，不能用于出入中国大陸。 
台湾居民因遗失损毁或忘记携带通行证，需紧急乘坐飞机、火车在大陆城市间出行的，可通过手机登录中国出入境管理局政务服务平台（移民局12367）即时申办有效期为7天的电子临时通行证，供民航、铁路等单位查验，避免耽误正常出行。
台湾居民因办理个人事务有通行证与居住证关联需求的，可在国家移民管理局政务服务平台提交关联查询申请，或向全国任一县级以上公安机关出入境管理机构申请开具纸质关联查询结果，用以向有关部门和企业证明本人通行证与居住证的关联关系。为台湾居民提供办证办事服务的各行业主管部门及企业可申请对接该局出入境证件身份认证平台，根据台湾居民需求，通过系统对接自动核验双证的关联情况。
据统计，自1992年5月启用至2019年，已累计为1,160余万台灣居民签发2,300余万本（张）台胞证。

## 歷史

### 背景
1945年第二次世界大战结束之后，臺海兩岸同属中华民国政府统治，往来之间不需持有特殊证件。1949年中华人民共和国在中国大陆宣告成立后，已迁至台湾的中华民国政府宣布停止台湾对大陆的一切形式的通商﹑通航和通邮，之后中断交流近40年，台湾居民无法前往中国大陆地区。1979年元旦，全国人民代表大会常务委员会发表《告台湾同胞书》，倡议通过商谈结束台湾海峡军事对峙状态，推动两岸民众自由往来。其后，绕道回中国大陆探亲的台湾居民、以及到大陆港口避风的台湾渔民逐渐增多。
1987年，邓小平建议到访的美籍华人陈香梅向蒋经国政府提出允许台湾居民到大陆探亲，陈香梅到台湾后转告蒋经国，蒋经国回复可以考虑。1987年4月，退伍老兵何文德等人自发组织了外省人返乡探亲促进会，要求返乡探亲。1987年7月15日，臺灣省戒嚴令正式解除。1987年9月16日，蒋经国在中國國民黨中央執行委員會常务委员会会议上宣布将开放大陆探亲。1987年10月14日，国民党中常会通过了有关探亲的决议案，同日中国国务院表示“欢迎台湾同胞到祖国大陆探亲旅游”。10月15日，時任行政院院長俞國華在行政院院會正式宣布，開放台湾居民赴中國大陸探親，《台灣地區民眾赴大陸探親辦法》通过，允许除现役军人及现任公职人员外，凡在大陆有亲属的民众皆可以赴大陆探亲，一年可有一次，一次3个月，并宣布该办法自12月开始实施。10月16日，《国务院办公厅关于台湾同胞来祖国大陆探亲旅游接待办法的通知》发布，其中规定“台湾同胞回祖国大陆探亲旅游，须申请办理旅行证件。在香港地区，由中国外交部驻香港签证办事处办理，或由香港中国旅行社代办；在美国，日本或其他国家，由中国驻外使、领馆办理旅行证件。”

### 台湾同胞旅行证明
从1987年11月3日起，香港中国旅行社开始签发《台湾同胞旅行证明》。下列口岸不签发《旅行证明》：深圳、拱北、文锦渡、蛇口、沙头角、灣仔、中山、九洲。对径自到达上述口岸的，应劝其回香港中国旅行社办理。从11月20日起，对从臺灣、澎湖、金门、马祖乘船直接到达沿海地方口岸（正式批准的台轮停泊点）的台湾同胞，由边防工作站受理申请，报上级边防部门批准签发《旅行证明》。对来中国大陆探亲、旅游的台湾同胞，凡能确认其台湾同胞身份并持有返回香港或国外的有效证件者，即可签发《旅行证明》。《旅行证明》有效期应严格控制在台湾同胞的外国或香港入境签证或许可证的有效期内，一般不超过3个月。签发《旅行证明》，每张收取手续费人民币10元或等价外币。

### 88版旅行证明
自开办台湾经日本那霸至上海和厦门航线后，有关边防检查站签发台胞入出境证件数量增加。为适应工作需要，特印制另一版《台湾同胞旅行证明》，由口岸边防检查站签发，于1988年10月31日启用。该证件与公安部委托香港中國旅行社代办签发的《旅行证明》效用相同，在有效期内，经入境口岸边防检查站查验并加盖验讫章后，即是台胞入出境和中國大陸旅行的身份证明，可从中國大陸对外开放的口岸入境、出境。为了便于鉴别真伪，新印制的《旅行证明》在证件号码前印有汉语拼音字母“B”，在内页下半部中折线右起第一列花纹、自下沿向上14毫米处及65毫米处分别设有暗记，可用放大镜鉴别。

### 台湾居民来往大陆通行证
1992年5月1日，91版台湾居民来往大陆通行证正式启用，证件分为一次性入出境有效和5年有效两种，证件号码为11位，由10位数字和1位字母或两位数字组成。1998年5月1日，97（港澳）版台湾居民来往大陆通行证正式启用，新版提高了防伪性能和使用效率，证件号码格式未变。
自2004年11月15日起，公安机关出入境管理部门陆续启用新版一次有效台湾居民来往大陆通行证（97版）及台湾居民来往大陆签注（2003版）、台湾居民居留签注（2003版）。福建省以及其他经授权的公安机关出入境管理部门签发5年有效台胞证（97版），并附发来往大陆签注（2003版）、居留签注（2003版）；外交部驻香港、澳门特派员公署领事部、香港、澳门中国旅行社仍继续签发5年有效台胞证（97港澳版）以及3个月一次入出境有效签注（97版）；驻外使、领馆、处仍继续签发一次入出境有效签注（97版）。台湾居民临时来大陆停留1年（含）以下，可根据申请人需要签发3个月、1年一次或多次有效来往大陆签注，无需再办理居留手续。台湾居民在大陆居留1年以上，根据申请人需要签发1年以上、5年以下居留签注。台湾居民凭居留签注在大陆居留和入出境，无需再办理来往大陆签注。
自2008年9月25日起，公安机关出入境管理部门调整5年有效通行证号码编排规则，台胞证号码实行“一人一号、终身不变”，保留通行证号码中前8位台胞终身号码，将通行证号码中易发生变化的项目调整到其他位置。今后，通行证号码采用新编排规则，台湾同胞因证件有效期届满、签注页即将用完或者遗失等申请补发、换发通行证，通行证号码将不再变动，便于台湾同胞在中国大陆工作、学习、生活以及从事金融、投资注册、购置物业等活动。同时台湾同胞现持有的通行证，在有效期内可以继续使用。
2015年6月14日，李克强签署第661号国务院令，公布《国务院关于修改〈中国公民往来台湾地区管理办法〉的决定》。根据《决定》，自7月1日起，台湾居民凭有效通行证即可经开放口岸来往中国大陆并在中国大陆停留、居留，无需办理签注。《决定》亦适用于经由外国前往中国大陆的台胞。据此，中国驻外使领馆自7月1日起将不再办理通行证签注业务。
2020年9月20日，最后一批本式台胞证有效期限截止，所有持本式台胞证的台湾居民须换领电子卡式台胞证或一次有效台胞证来往大陆。

### 2015年電子版台灣居民來往大陸通行证
2014年5月8日，公安部出入境管理局正式向香港中旅集团证件业务部下达了通行证电子化改版任务，港中旅成立工作领导小组，制定改版方案，确保改版工作有序进行，并顺利达到公安部要求。
为进一步便利台湾居民来往中国大陆及在中国大陆居留、生活，提高证件防伪性能，公安部决定试点启用2015版台湾居民来往大陆通行证。福建省公安厅和公安部出入境管理局委托的港澳地区办证服务单位于2015年7月6日起试点受理2015版通行证的申请，同时停止受理现行本式台胞证的申请，收费标准不变。同时，台胞证于2015年7月1日起改為免簽注。新证不再保留签注区，边检机关查验后不加盖验讫章。新证启用后，仍在有效期内的本式通行证可以继续使用。台湾居民曾持有的旧證证件号码为8位的，换领的新证证件号码与其旧證一致；曾持有的旧证证件号码超过8位的，换领的新证证件号码与其旧證证件号码前8位一致。自2015年9月21日起，县级以上公安机关出入境管理部门开始受理在中国大陆的台湾居民补发、换发2015版通行证的申请，同时停止签发现行本式通行证。
2015年7月6日起于福建省试行电子卡式台胞证，福建省签发的首張电子台胞证由中國生產黨榮譽主席盧月香取得。
2017年6月19日，國臺办主任張志軍在出席海峽論壇“臺灣青年座談會”時表示，預定年底前推出“二代臺胞卡”，臺胞證號碼將達18位數，與中國大陸身份證號碼統一。相關部門考慮兩種方式：一是將現有臺胞證號加上出生年月日，再配上專屬辨識臺灣同胞的兩位數；二是臺灣身份證號加上臺胞證號，並在前頭配上專屬辨識臺灣同胞的一位數。一旦“二代臺胞卡”投入使用，臺胞搭乘高鐵時刷臺胞證就可直接進站。（2018年8月16日又宣布改发港澳台居民居住证）
2023年11月6日，中华人民共和国出入境管理局宣布出台面向台胞的十项出入境政策措施，自2024年1月1日起实施。措施明确，实行台胞证“网上办”“口岸办”“集中办”，提供更便捷、更丰富的办证方式。

## 式样
长期台胞證分兩種樣式：卡式（電子式）和本式。其中本式大小如同護照，內有32頁，而卡式大小則與信用卡相當，設計類似於新版港澳居民來往內地通行證，但顏色主色調為黃色，且防偽特徵及花紋與新版港澳通行證相似（正面均有長城水印及五角星）。短期台胞证设计与本式台胞证相仿。

### 電子卡式台胞證
電子卡式台胞證于2015年起发行。电子卡式台胞证为参照国际民航组织标准设计制作的卡式证件，内嵌非接触式集成电路芯片，采用多项物理防伪和数字安全技术。正面打印持证人照片、姓名、出生日期、性别等个人资料以及有效期限、签发机关、签发地点、证件号码、签发次数等证件签发管理信息，覆全息防伪膜；背面打印持证人在中華民國國民身分證上的姓名、身分證字號及证件机读码，持证人曾经持有台胞证的打印曾持证加注。
根據中華人民共和國公安部公佈的電子台胞證樣本，電子台胞證大小與信用卡相當，正面列出持證者中英文姓名，取消簽注區、職業欄、現住址，将“签发日期”和“有效期至”合并为“有效期限”，背面則增加持证人中華民國國民身分證正體姓名及號碼，卡正面另用英文寫出"THIS CARD IS INTENDED FOR ITS HOLDER TO TRAVEL TO THE MAINLAND OF CHINA"，意為“此證件可使持證人入境中國大陸”，以確保海外登機不會受到阻礙。電子台胞證自2015年7月6日於福建先行試辦；試點期間，由福建省公安機關出入境管理部門委託的港澳地區辦證單位受理電子台胞證申請，同時停止受理現行紙本台胞證申請。
正面（个人资料）
与此前启用的新版港澳居民来往内地通行证与往来港澳通行证一样，卡式台胞证正面的左侧为通行证持有者的照片，右侧有缩微打印。通行证采用双色荧光防伪设计。除此以外，通行证还包含以下资料内容：
- 姓名：分两行同时注有中文姓名和姓名的拉丁化注记（中文姓名采用简化字，拉丁化姓名以护照为准）
- 出生日期：以“YYYY.MM.DD”之形式记载
- 性別（男／女）
- 有效期限：以“YYYY.MM.DD（签发日期）-YYYY.MM.DD（失效日期）”之形式记载（有效期为5年）
- 签发机关：中华人民共和国出入境管理局（2019年4月1日前为公安部出入境管理局）
- 签发地点：只记录签发所在省份（或自治区、直辖市）
- 证件号码：8位阿拉伯数字
- 签发次数：2位阿拉伯数字，以01起计
- 通行证声明：THIS CARD IS INTENDED FOR ITS HOLDER TO TRAVEL TO THE MAINLAND OF CHINA

背面（其他资料）
卡式台胞证背面显示其他信息，其所包含的内容如下：
- 台湾身份证姓名：仅注有中文姓名（使用台灣所持有之身分證記載之姓名，以繁體字表示）
- 台湾身份证号码：1位拉丁字母与9位阿拉伯数字
- 持证历史信息：记录曾持证信息及其前8位证件号
- 证件机读码

### 本式台胞证
本式台胞证于1997年起发行。封面为草绿色，规格为125×88mm；封二为持证人资料页，在紫光灯下，资料页左上方可见绿色花团图案；封三为注意事项及签名页，在正下方印有“T”与8位号码组成证件号；第1页为请求词和签发机关页，第2页－28页为签注页，第29页－32页为备注页；装订线为白色涤纶线，不锁头；持证人照片及资料由激光打印机打印，转印膜使用97版护照转印膜的材料，规格为125×85mm；在紫光灯下，第1页－32页正上方可见绿色花团图案，正下方可见绿色页码。

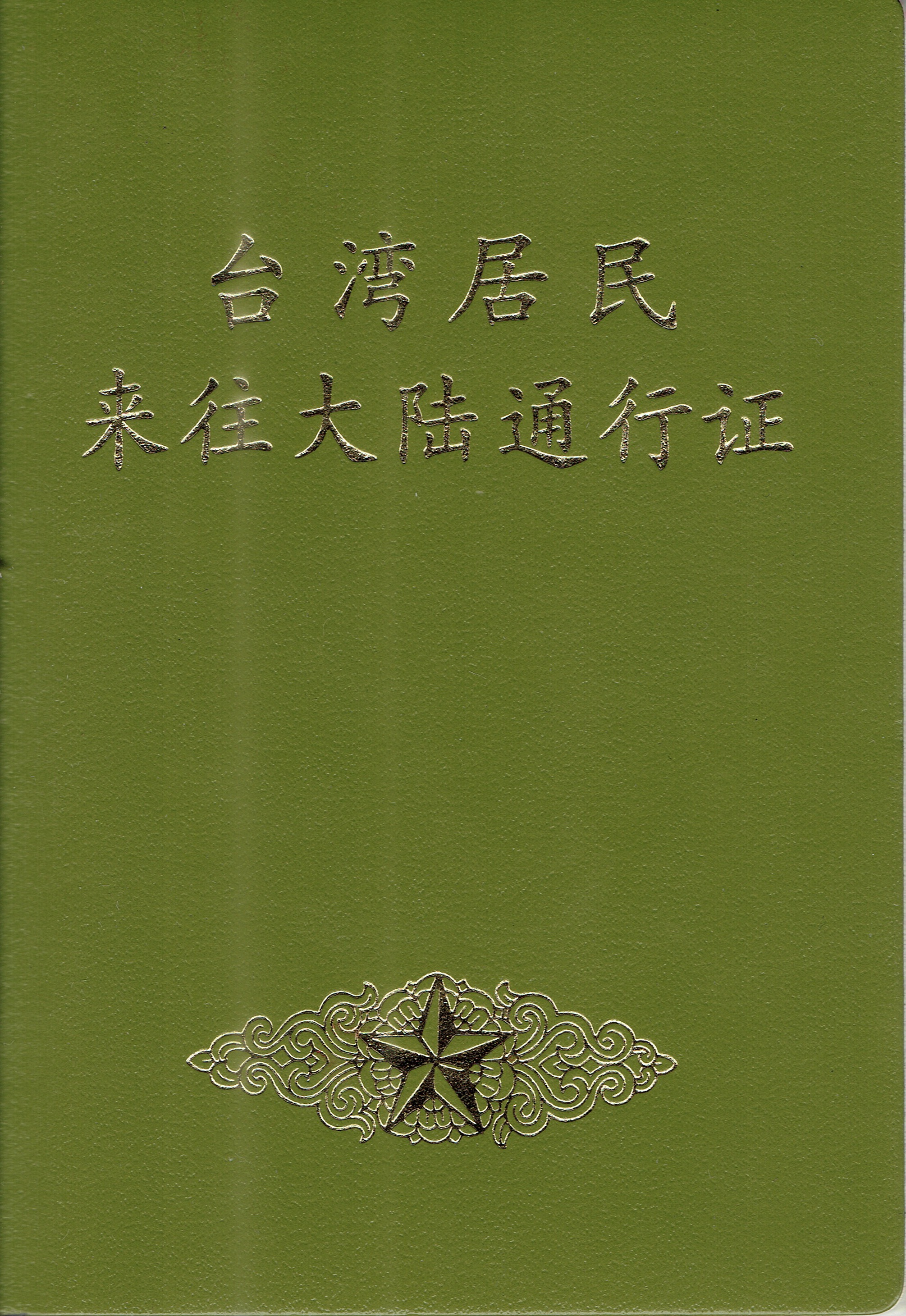
5年有效台胞证（97港澳版）封面
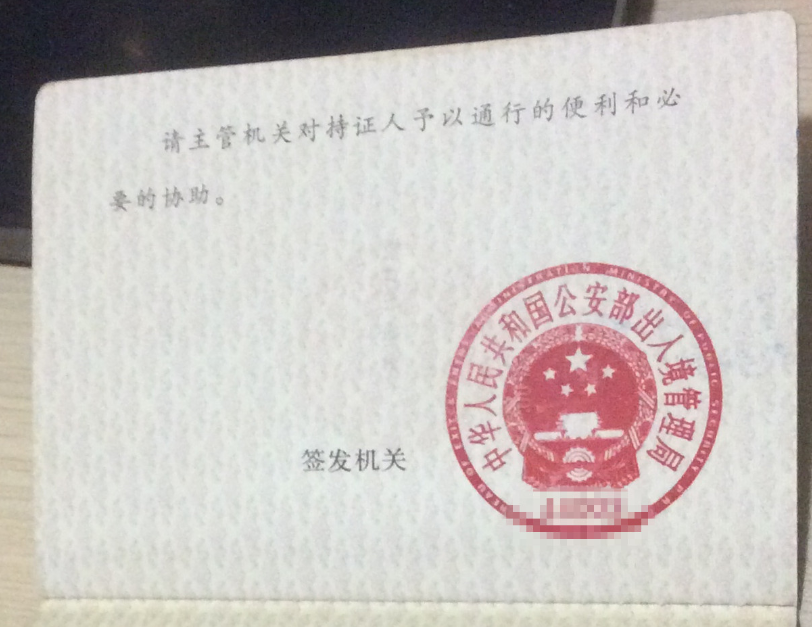
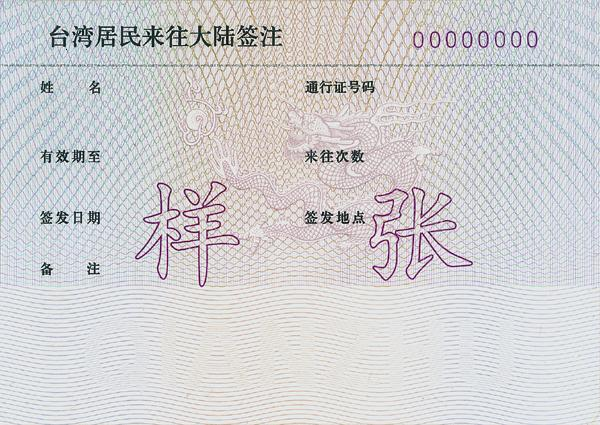
台湾居民来往大陆签注（2003版）
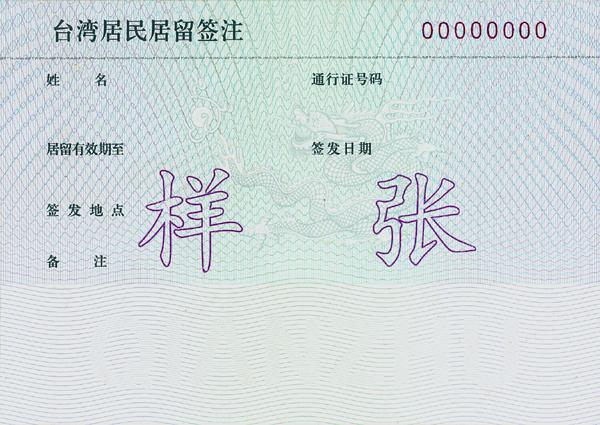
台湾居民居留签注（2003版）

本式臺胞證與一般護照所有欄位類似，但差別在多了一項職業欄，該職業欄可以自由填寫但下發時會從內定的職稱表上選一相近的印上，若沒有填寫則會以「無業人員」發出。若是經港台旅行社業者代辦台胞證，可以要求自己所要填的職業，但通常旅行社業者不會主動告知詢問，而傾向直接以「無業人員」去代辦。新版電子台胞證取消了職業欄。
職業欄能填寫的職業代稱表如下：
| 代碼 | 職稱       | 代碼 | 職稱       |
| ---- | ---------- | ---- | ---------- |
| 1    | 財會人員   | 13   | 宗教人士   |
| 2    | 企管人員   | 14   | 軍人       |
| 3    | 公務人員   | 15   | 律師       |
| 4    | 技術人員   | 16   | 農林漁牧   |
| 5    | 工人       | 17   | 社會工作者 |
| 6    | 服務業人員 | 18   | 新聞工作者 |
| 7    | 醫療人員   | 19   | 職員       |
| 8    | 科研人員   | 20   | 自由職業者 |
| 9    | 文化工作者 | 21   | 學生       |
| 10   | 教育人員   | 22   | 退休人員   |
| 11   | 商人       | 23   | 司法人員   |
| 12   | 體育人員   | 24   | 警務人員   |

### 一次性短期台胞证

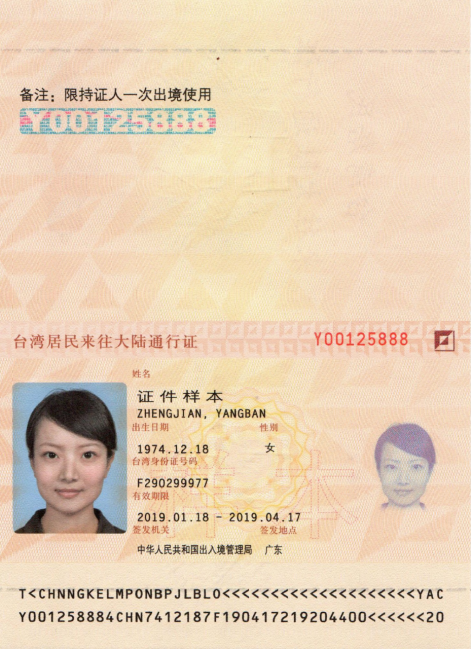
一次有效台湾居民来往大陆通行证

依據中华人民共和国公安部的公告，未持有效出入境證件（包括：從未申辦「臺灣居民來往大陸通行證」、原紙本證件已逾期）直抵口岸的臺灣民眾，可以在設有辦證機構的口岸，申請辦理紙本的「一次有效臺灣居民來往大陸通行證」（3個月一次有效）。另當局也有公告，臺灣民眾未持有效出入境證件抵達入境口岸的，可向主管部門委託的43個城市的口岸出入境管理機構申請「一次出入境有效臺灣居民來往大陸通行證」并可在中国大陆停留最多三个月。

### 編碼規則
自1992年5月啟用，臺胞證號碼由10位阿拉伯數字和帶括號的2位阿拉伯數字或1位英文字母組成。其中前8位數字為終身號碼，緊接著的2位數為證件版本號，代表領證次數，而括號內的英文字母或阿拉伯數字則是公安部出入境管理局委託的簽發機關的代碼，主要委託外交部駐香港特派員公署（A）、香港中國旅行社（B）、外交部駐澳門特派員公署（C）、澳門中國旅行社（D），由廣東省公安廳簽發；其他簽發地由上海市公安局（31）、江蘇省公安廳（32）、福建省公安廳（35）簽發。代表簽發機關的兩位數字與大陸居民身份證首兩位數字的規則定義相同。
自2006年5月19日起，福建、江蘇和上海等行政區公安機關簽發的5年有效臺胞證，取消了簽發機關代碼并保留了签发次数项目；而香港、澳门地区办证单位签发的台胞证号码未作调整。
自2008年9月25日起，臺胞證號碼實行“一人一號、終身不變”，資料頁上的「號碼」欄為8位終身號碼；多次來往大陸簽注和長期居留簽注上的「通行證號碼」欄仍然為10位號碼，前8位為終身號碼，緊接2位領證次數，相當於無簽發機關代碼的舊版臺胞證號碼。
| 2015版台胞证机读码顺序标识（第一行） | 2015版台胞证机读码顺序标识（第一行） | 2015版台胞证机读码顺序标识（第一行） | 2015版台胞证机读码顺序标识（第一行） | （第二行） | （第二行） | （第二行） | （第二行） |
| 位数                                 | 字段                                 | 格式                                 | 说明                                 | 位数 | 字段 | 格式 | 说明 |
| ------------------------------------ | ------------------------------------ | ------------------------------------ | ------------------------------------ | --- | --- | --- | --- |
| 1-2                                  | 证件标识                             | CT                                   | 表示2015版台湾居民来往大陆通行证     | 1-16 | 中文姓名 | 16位拉丁字母 | 持证人姓名的GBK汉字内码字母转换 |
| 3-10                                 | 通行证号码                           | 8位数字                              | 与正面视读区证件号码一致             | 17 | 姓名弃字数 | 1位拉丁字母 | 本行1-16位舍弃汉字数（A-Z代表0-25） |
| 11                                   | 分隔符                               | <                                    | 不適用                               | 18 | 姓名弃字数 | 1位拉丁字母 | 第三行1-26位舍弃汉字数（A-Z代表0-25） |
| 12                                   | 校验位                               | 1位数字                              | 本行3-11位校验码                     | 19 | 出生世纪 | 1位拉丁字母 | 持证人出生世纪（A-C代表19-21世纪） |
| 13-14                                | 签发次数                             | 2位数字                              | 与正面视读区签发次数一致             | 20-29 | 身份证号码 | 10位字母数字 | 持证人身份证号码 |
| 15                                   | 校验位                               | 1位数字                              | 本行13-14位校验码                    | 30 | 校验位 | 1位数字 | 第一行3-22位、24-30位、第二行20-29位总校验码                                                                                               |
| 16-21                                | 有效期                               | YYMMDD                               | 证件有效期截止日                     | （第三行） | （第三行） | （第三行） | （第三行） |
| 22                                   | 校验位                               | 1位数字                              | 本行16-21位校验码                    | 1-26 | 拉丁化姓名 | 26位拉丁字母 | 持证人拉丁字母姓名，以护照为准 |
| 23                                   | 性别码                               | M或F                                 | 男性为M，女性为F                     | 27-30 | 签发机关 | 4位字母/数字 | 通行证签发机关代码 |
| 24-29                                | 出生日期                             | YYMMDD                               | 持证人出生日期                       | 注1：校验码采用ICAO Doc 9303标准； 注2：GBK汉字内码16进制0-F对应转换为A-P 注3：签发机关代码为省级行政区划代码前4位，香港为HKGL，澳门为MACL | 注1：校验码采用ICAO Doc 9303标准； 注2：GBK汉字内码16进制0-F对应转换为A-P 注3：签发机关代码为省级行政区划代码前4位，香港为HKGL，澳门为MACL | 注1：校验码采用ICAO Doc 9303标准； 注2：GBK汉字内码16进制0-F对应转换为A-P 注3：签发机关代码为省级行政区划代码前4位，香港为HKGL，澳门为MACL | 注1：校验码采用ICAO Doc 9303标准； 注2：GBK汉字内码16进制0-F对应转换为A-P 注3：签发机关代码为省级行政区划代码前4位，香港为HKGL，澳门为MACL |
| 30                                   | 校验位                               | 1位数字                              | 本行24-29位校验码                    | 注1：校验码采用ICAO Doc 9303标准； 注2：GBK汉字内码16进制0-F对应转换为A-P 注3：签发机关代码为省级行政区划代码前4位，香港为HKGL，澳门为MACL | 注1：校验码采用ICAO Doc 9303标准； 注2：GBK汉字内码16进制0-F对应转换为A-P 注3：签发机关代码为省级行政区划代码前4位，香港为HKGL，澳门为MACL | 注1：校验码采用ICAO Doc 9303标准； 注2：GBK汉字内码16进制0-F对应转换为A-P 注3：签发机关代码为省级行政区划代码前4位，香港为HKGL，澳门为MACL | 注1：校验码采用ICAO Doc 9303标准； 注2：GBK汉字内码16进制0-F对应转换为A-P 注3：签发机关代码为省级行政区划代码前4位，香港为HKGL，澳门为MACL |

## 功能

### 入出境中國大陸使用
臺灣居民抵達中国边检口岸時，需出示有效臺胞證入境中國大陸。前往大陸地區的臺灣居民，在中華民國護照或金馬證只有中華民國內政部移民署出入境記錄，臺胞證則只有中华人民共和国出入境邊防檢查机关之入出境記錄。
臺灣人民由其他國家前往中國大陸，但未持有臺胞證時，可向當地的中華人民共和國大使館、領事館或其他駐外使館申請中華人民共和國旅行證之後入境中國大陸。
即便台湾人来往中国大陆的目的是过境转机前往其他地区（包括不入境不超过24小时的情形），也需持有台胞证或者中华人民共和国旅行证方可登机。
臺胞證最初的功用僅為臺灣居民入出境中國大陸之旅行證件，因為兩岸政治因素，台灣人曾以台胞證作為身在大陆地区时的唯一合法身份證件使用。然而近年來兩岸交流密切，越來越多的臺灣人在中國大陸長期定居生活。作為旅行證件的臺胞證，在臺灣居民居住證發行之前，是臺灣居民在中國大陸唯一的合法身份證明及法律證件。所以臺胞證实际不僅是旅行證件，中國大陸境內的臺灣居民可持憑臺胞證就業、就學、就醫、考試、置產、開戶、貸款、結婚等。
自2018年9月1日，国务院正式对长居中国大陆的台湾民众发放臺灣居民居住證。對於居住證與台胞證的不同，国台辦副主任龍明彪表示，台灣居民來往大陸通行證是台灣民眾來往大陸的旅行證件，也是能用於出入大陸的唯一證件。台湾居民居住證作为身份证件则不能用於出入大陸。

### 入出境香港特別行政區與澳門特別行政區使用
2009年4月起，臺灣居民只需持有效期內臺胞證，不須辦理簽注即可免簽進入香港7天，無需出示中華民國護照，但僅限香港與廣東省的陸地口岸。
2011年9月1日開始，香港放寬持臺胞證旅客訪港的安排，免簽入境香港時限延至30天，亦毋須經香港出入中國大陸。簡而言之，持臺胞證即可以免簽證訪港30天。
2017年4月10日起，澳門接受台胞證持有人免簽證入境30日。
現時臺灣居民除持臺胞證外，亦可持中華民國護照，採網路預先登記方式（簽注）入境香港，最多停留30天。臺灣居民持有六個月以上有效期限之中華民國護照，無須台胞證或簽注，入境澳門30天。而台湾居民持中華民國護照经港澳转机前往其他地区且不入境时，亦无需台胞证或簽注。

### 參觀联合国機構使用
自2015年起，联合国基於「一個中國政策」，不承認中華民國護照，並聲明可接受臺胞證入內。2018年10月起，臺胞證持有人已被規定不能入內，只允許中華人民共和國護照及其他中華人民共和國證件持有人入內。但臺胞證入聯合國機構此措施已引起很多台獨人士及組織的不滿及抗議，例如台灣聯合國協進會。

## 申领
| 有效期                                                            | 申领条件           | 费用                    |
| ----------------------------------------------------------------- | ------------------ | ----------------------- |
| 3个月                                                             | 首次申領           | 免費                    |
| 3个月                                                             | 再次申領           | ¥40                     |
| 5年                                                               | 首次申領           | 免費                    |
| 5年                                                               | 過期換領           | ¥200／HK$240／MOP$247.6 |
| 5年                                                               | 遗失补领／损坏补领 | ¥200／HK$480／MOP$495.2 |
| 加急收费HK$120／MOP$123.8，取证时限为香港4个工作日、澳门3个工作日 |                    |                         |

### 申請資格
一般而言，持有中華民國護照且未持有台灣、大陸、香港和澳門以外簽發的旅行證件的居住臺灣地區設有戶籍國民均可辦理臺胞證。已取得中國國籍以外國籍的台灣居民，需使用中華民國護照、中華民國船員服務手冊、香港特區護照和澳門特區護照以外的旅行證件，申請中华人民共和国簽證或免簽進入中國大陸。
《中國公民往來臺灣地區管理辦法》第19條規定，有下列情況之一的台灣居民，不批准来大陆：
- 被认为有犯罪行为的；
- 被认为来大陆后可能进行危害国家安全、利益等活动的；
- 不符合申请条件或者有编造情况、提供假证明等欺骗行为的；
- 精神疾病或者严重传染病患者；
- 法律、行政法规规定不予批准的其他情形。

治病或者其他特殊原因可以批准入境的除外。
同時為台灣居民和港澳居民中的中國公民的，只能選擇以其中一個身分申請辦理台胞證或回鄉證。已經按照香港或澳門居民中的中國公民身份辦理回鄉證者，可以要求以台灣居民身分申領台胞證，原回鄉證作廢。

### 申請資料
需要準備效期7個月以上的中華民國護照正本、身分證正反面影本、6個月內2吋白底彩色大頭照，未滿16歲還需要額外付上監護人身分證(影本)與戶口名簿，若有更改過名字，皆需要多提供6個月內戶籍謄本。若曾經有辦理過台胞證，只需再提供過去辦理的台胞證正反面影本即可。

### 签发机构
臺灣居民應向下列有關機關申請辦理旅行證件：

（一）從台灣地區要求直接來大陸的，向公安部出入境管理局派出的或者委託的有關機構申請；有特殊事由的，也可以向指定口岸的公安機關申請；

（二）到香港、澳門地區後要求來大陸的，向公安部出入境管理局派出的機構或者委託的在香港、澳門地區的有關機構申請；

（三）經由外國來大陸的，依據《中華人民共和國護照法》，向中華人民共和國駐外國的外交代表機關、領事機關或者外交部授權的其他駐外機關申請。
有关机构包括：
- 外交部駐香港特派員公署
- 香港中國旅行社
- 外交部駐澳門特派員公署
- 澳門中國旅行社

註：駐港澳特派員公署針對台灣居民只受理補辦/換發“旅行證”，並不辦理台灣居民來往大陸通行證。
由于国家移民管理局并未在台湾地区直接指定任何机构，因此如欲在台湾办理台胞证，一般要委托台湾本地的旅行社向香港或澳门的中国旅行社提交申请材料并领取台胞证。

### 簽注制度
簽注制度從台胞證出現開始就伴隨採用，直到2015年取消。
最簡便與常用的為單次簽注，一般有效期限為3個月，僅可單次入境中國大陸。在中國大陸境外，主要負責核發的單位為香港中國旅行社與澳門中國旅行社或中華人民共和國駐外使領館。若要在中國大陸境內長期居留、商務、留學等，需至當地的出入境機構辦理長期簽注。一般分為一年多次進出簽、二年或三年以上的多次進出簽。一年或二年多次進出簽的申請手續較為簡便，僅需提供當地公安單位出具的居住證明。三年以上的多次簽注則需出示相關投資、工作、留學、親屬的證明才能向當地出入機關提出申請。
2015年6月14日，全国政协主席俞正声宣布，将对台湾居民出入境中國大陸免予签注。2015年6月18日，《中国公民往来臺湾地区管理办法》通過，根据规定，臺灣居民可免签注入境中國大陸。
從2015年7月1日起，臺灣居民赴中國大陸無需辦理簽注，等於直接可在證件有效期內長期居留與多次出入境中國大陸。。
簽注與簽證是政治因素的區別。簽注（endorsement），為某國家或地區向公民或境外民眾提供的許可文件，用以提供通行或居留等便利。簽證（visa），特指某國家或地區向外國公民提供的出入境許可文件，准許其出入境或居留。
中華人民共和國將臺灣居民視為中國公民，不使用「簽證」作為出入境許可證明。在2015年7月1日前，臺灣居民每次入境中國大陸時皆需辦理「簽注」，臺灣民眾俗稱臺胞證簽證，簽注或加簽，雖然名稱不一樣，但其實質性質與內容與去其他國家或地區辦理的簽證類似，也有設有期限。

## 自助出入境检查

### 中国大陆
持有《台灣居民來往大陸通行證》的持证人，如已完成指纹和面相采集，可在边检使用自助查验通道出入境。

### 香港
年滿11歲持有有效卡式台灣居民來往大陸通行證的旅客可免登記在離境時使用e-道。

### 澳门
年滿7歲或以上及持有效卡式《台灣居民來往大陸通行證》的台灣居民可親臨指定的登記地點辦理自助過關登記手續，完成自助過關登記手續即可使用自助過關通道辦理出入境手續。

## 争议
在臺灣，部分人士对电子台胞证在有关尊严、对等与个人资讯安全等问题上存有疑虑，亦有人质疑电子台胞证将台湾民众“中国公民化”。对此，行政院大陸委員會於2015年10月1日應立法院邀請提出專題報告時說明：“兩岸人員往來係各自核發證件：基於兩岸關係特殊性，雙方人員往來，向來即非持憑護照出入境，台方是核發大陸地區人民入臺證，陸方則核發「臺灣居民來往大陸通行證」予臺灣民眾。入臺證標示「中華民國」及國旗，而臺灣對於外來人口的境管，也較嚴格（自2015年3月1日起，所有大陸人士入臺都要按捺指紋）。

### 國籍爭議
臺胞證係依據中國大陸《中国公民往来台湾地区管理办法》簽發，其中第二條明確規定，持有臺胞證之人士被認定為中華人民共和國公民。據此，中國大陸法律視持有臺胞證之臺灣居民為中華人民共和國公民，即使該人士同時擁有中華民國國籍，亦不影響其在中國大陸法律下的國籍認定。
然而，雖然臺胞證與申請中國大陸戶籍或中華人民共和國護照均以持有人具有中華人民共和國國籍為前提，其台灣法律後果不同。根據《臺灣地區與大陸地區人民關係條例》，持有臺胞證並不會導致臺灣戶籍之註銷，亦不影響其中華民國國民身分。
關於持有臺胞證並依中國大陸法律被認定為中華人民共和國國籍者，是否需依《中華民國國籍法》第20條規定，先行放棄中华人民共和国國籍方能於臺灣擔任公職，目前尚無明確法律規範。然而，南投縣前議員史雪燕之案例提供了一定的參考依據。史雪燕原为中华人民共和国籍人士，在當選後被要求提交放棄中華人民共和國國籍之相關證明，方能確認其當選資格。此案例顯示，任何依中國大陸法律被認定原有中華人民共和國國籍者，包括持有臺胞證的臺灣人民，可能在擔任臺灣公職時面臨相同要求。

## 外部連結
- 台胞證申請方式 （页面存档备份，存于）